# Zoia Ceaușescu
Zoia Ceaușescu (Bucarest, 1º marzo 1949 – Bucarest, 20 novembre 2006) è stata una matematica rumena.
Era figlia del dittatore della Romania Nicolae Ceaușescu e di sua moglie Elena.

## Biografia
Laureata in matematica, Zoia Ceaușescu iniziò a lavorare come assistente presso la facoltà di matematica della locale università, per poi trasferirsi all'Istituto di Matematica dell'Accademia Rumena, dove iniziò a lavorare come ricercatrice. In seguito alla chiusura dell'istituto nel 1975, Zoia aprì e guidò una sezione di matematica all'interno dell'Istituto per la Creazione Scientifica e Tecnica, dove chiamò i suoi ex collaboratori ed inserì giovani laureati.
Nel 1980 sposò l'ingegnere Mircea Opran, docente del Politecnico. Si trovò in disaccordo con la famiglia sia per le faccende professionali sia per quelle sentimentali. Nei primi giorni della rivoluzione rumena del 1989 Zoia venne arrestata insieme ai fratelli, Valentin e Nicu, con le accuse di aver minato l'economia nazionale e di genocidio, ma verrà rilasciata nell'agosto del 1990 senza alcuna condanna.
Tentò di tornare al lavoro, ma senza successo. Rimasta sola e senza lavoro, Zoia Ceaușescu morì alle 4 del mattino del 20 novembre 2006 per metastasi dopo una lunga malattia.
Personalità controversa, Zoia Ceaușescu è vista sia come matematico di talento, vittima del pregiudizio contro il suo cognome, sia come figlia viziata e piena di eccessi.

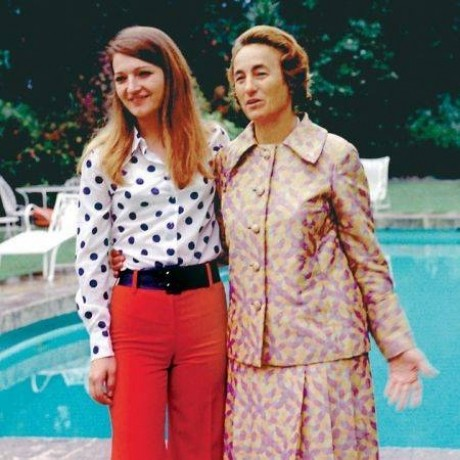
Zoia Ceaușescu con la madre Elena nel 1978

## Pubblicazioni
Zoia Ceaușescu pubblica 22 articoli fra il 1976 ed il 1988. Alcuni sono:
- Zoia Ceaușescu e F.-H. Vasilescu, Tensor Products and the Joint Spectrum in Hilbert Spaces, in Proceedings of the American Mathematical Society, vol. 72, n. 3, 1978-12,  p. 505, DOI:10.2307/2042460. URL consultato il 18 maggio 2020. JSTOR 2042460 MR 0509243
- Zoia Ceaușescu, Lifting of a contraction intertwining two isometries., in The Michigan Mathematical Journal, vol. 26, n. 2, 1979,  pp. 231-241, DOI:10.1307/mmj/1029002216. URL consultato il 18 maggio 2020. MR 0532324
- (EN) Gr. Arsene, Zoia Ceauşescu e T. Constantinescu, Schur analysis of some completion problems, in Linear Algebra and its Applications, vol. 109, 1988-10,  pp. 1-35, DOI:10.1016/0024-3795(88)90195-4. URL consultato il 18 maggio 2020. MR 0961563